# Kristóf Attila
Kristóf Attila (írói álneve: Shriek Black) (Csikvánd, 1938. április 12. – Budapest, 2015. május 17.) magyar író, újságíró. Testvére, Kristóf Ágota író, felesége Ujlaki Ágnes újságíró.

## Életpályája
Szülei: Kristóf Kálmán és Turchányi Antónia voltak. 1956 és 1960 között az ELTE BTK magyar-újságírás szakán tanult. 1960-tól a Magyar Nemzet munkatársa, 1983-tól főmunkatársa, 1991–1992 között főszerkesztő-helyettese volt. 1996 és 2000 között a szerkesztőbizottság tagja volt. 1997-től 2000-ig a Magyar Nemzet elnökeként dolgozott.

## Művei
- Az országból jelentjük (H. Barta Lajossal, riportok, 1967)
- Hazai történetek (Ruffy Péterrel és Baróti Gézával, riportok, 1970)
- Pléhkrisztus (regény, 1972)
- A víz és az ember (riportok, 1972)
- A feledékeny gyilkos (bűnügyi regény, 1973)
- A csónakázó gyilkos (bűnügyi regény, 1975)
- A menyét éjszakája (bűnügyi regény, 1978)
- Bikkmakk (meseregény, 1979)
- Valakit mellém temettek (bűnügyi regény, 1981)
- A ház (regény, 1984)
- Konok zsaruk, hiszékeny gyilkosok (dokumentumregény, 1986)

- Oidipusz körbejár (regény, 1987)
- Vallomások egy iskoláról (riportok, 1987)
- A rögtönző gyilkos (bűnügyi regény, 1987)
- A dadogó gyilkos (bűnügyi regény, 1988)
- A vándorló halál (bűnügyi regény, 1989)
- A sátán tanítványai (bűnügyi regény, 1989)
- Egy év a konok zsarukkal (bűnügyi regény, 1990)
- Gyilkolj helyettem (bűnügyi regény, 1991)
- Szemed kialvó fénye (1991)
- Én nem tudom... (tárcák, 1994–1998)
- Kilóg a lóláb (publikációk, 1994)
- Ábrahám, Isten barátja (regény, 1997)
- A sátán nyelve (regény, 2000)
- A pokol pillangói (2002)
- Tények és titkok. Negyvenöt év a Magyar nemzetnél; Kairosz, Bp., 2004
- Sztálin utolsó álma (2006)
- A kék bagoly. Meseregény; Expomédia Kft., Bp., 2010
- Egy csomó csomó; Szalay Könyve, Kisújszállás, 2013

## Díjai
- Rózsa Ferenc-díj (1967)
- Petőfi Sándor Sajtószabadság-díj (1993)
- Mikszáth Kálmán-díj (2012)